# Толука (метеорит)
Толука (Toluca) — залізний метеорит масою близько 2 тонн, виявилений 1776 року в долині Толука (Хікіпілько, Мехіко, Мексика) іспанськими конкістадорами. Індіанці використовували метал метеорита для виготовлення знарядь.
Загальна маса виявлених уламків — 2,5 т.
Хімічний склад: 91 % заліза, 8,1 % нікелю. У метеориті виявлено загалом 17 мінералів, такі як алабандит, хлорапатит, хроміт, когеніт, добреєліт та теніт. Також виявлено два нових мінерали — космохлор та гаксоніт.